# Robert Weimerskirch
Nicolas Robert (Robert) Weimerskirch (Luxemburg-Stad, 8 maart 1923 – Texas, 23 juni 2015) was een Luxemburgs beeldhouwer, kunstschilder en docent.

## Leven en werk
Robert Weimerskirch was een zoon van boekhouder Johann Nicolas Weimerskirch en Elisabeth Marianna Graff. Hij bezocht het Athénée de Luxembourg en studeerde aan de Koninklijke Academie voor Schone Kunsten van Brussel en de Accademia di Belle Arti di Brera in Milaan. In 1948 behaalde hij met onder anderen Tony Hagen het diploma professeur de dessin.
Weimerskirch was lid van de kunstenaarsvereniging Cercle Artistique de Luxembourg (CAL). Op de in het Staatsmuseum gehouden Salon du CAL 1950, ontving hij ex aequo met Coryse Kieffer de Prix de la Jeune Peinture, een aanmoedigingsprijs voor jonge schilders. Kunstcriticus Joseph-Émile Muller noemde Weimerskirch het meest verrassend en vond dat hij de prijs in zijn eentje had verdiend: "Wenn ich meine Besprechung mit diesem Saal beginne, so nicht bloß deshalb weil es der erste ist den man betritt, sondern auch, ja noch eher weil man darin den Maler findet der uns wohl am erfreulichsten überrascht und bei dem alles darauf hinweist daß er in der bedeutsamsten Entwicklung steht: Robert Weimerskirch. Er zeigt uns zwei Oelgemälde "Le Dormeur du Val" und "Refugies", drei kleine Landschaften in Wasserfarben und (im folgenden Raum) ein paar Zeichnungen, lauter Werke die alles weit überragen was neben ihnen hängt. (Es wäre denn auch logisch gewesen wenn er nicht nur den halben sondern den ganzen "Prix de lä jeune Peinture" erhalten hätte.)"
Begin jaren 50 emigreerde Weimerskirch naar Belgisch-Congo, waar hij negen jaar woonde. Na een jaar in Zuid-Frankrijk emigreerde hij in 1962 naar de Verenigde Staten. Hij vestigde zich in Houston, waar hij lesgaf in tekenen en schilderen aan de Universiteit van Houston, de Glassell School of Art, het Museum of Fine Arts en de Houston Art League.

## Enkele werken
- 1949 ontwerp van vier postzegels ter gelegenheid van het 75-jarig bestaan van de Wereldpostunie (Union Postale Universelle).[8]

## Onderscheidingen
- 1950 Prix de la Jeune Peinture, Luxemburg

- Musée national d'archéologie, d'histoire et d'art: lkl004103